# ناکاجیما کی-۴۹
ناکاجیما کی-۴۹ دونریو(به انگلیسی: Nakajima Ki-49 Donryu) (呑龍، «اژدهای طوفان») یک بمب‌افکن سنگین دو موتوره ژاپنی متعلق به دوران جنگ جهانی دوم بود. این هواپیما برای انجام مأموریت‌های بمباران در روز بدون حفاظت توسط جنگنده‌های اسکورت طراحی شده بود.
کی-۴۹ که یک هواپیمای تک‌بال، میان‌بال و با ساختار تمام فلزی بود، یکی از اولین هواپیماهای ژاپنی دارای چرخ عقب جمع شونده بود. در طول جنگ جهانی دوم، متفقین در گزارش‌های خود نام این هواپیما را «هلن» گزارش می‌کردند.

## کاربران

### زمان جنگ
ژاپن

### پس از جنگ
فرانسه
 اندونزی
 تایلند

## مشخصات فنی (نسخه Ki-49-IIa)
داده‌ها از Japanese Aircraft of the Pacific War, Axis Aircraft of World War II
ویژگی‌های عمومی
- خدمه: ۸ (خلبان، کمک خلبان، بمب افکن، ناوبر، اپراتور رادیویی/توپچی یا ۳ نفر توپچی)
- طول: ۱۶٫۵ متر (۵۴ فوت ۲ اینچ)
- پهنای بال: ۲۰٫۴۲ متر (۶۷ فوت ۰ اینچ)
- ارتفاع: ۴٫۲۵ متر (۱۳ فوت ۱۱ اینچ)
- مساحت بال‌ها: ۶۹٫۰۵ متر مربع (۷۴۳٫۲ فوت مربع)
- وزن خالی: ۶٬۵۳۰ کیلوگرم (۱۴٬۳۹۶ پوند)
- وزن ناخالص: ۱۰٬۶۸۰ کیلوگرم (۲۳٬۵۴۵ پوند)
- بیشترین وزن برخاست: ۱۱٬۴۰۰ کیلوگرم (۲۵٬۱۳۳ پوند)
- پیشرانه: ۲ عدد موتور شعاعی ۱۴ سیلندر هوا خنک پیستونی Nakajima Ha-109 Army Type 2 fourteen-cylinder air-cooled radial, ۱٬۱۰۰ کیلووات (۱٬۵۰۰ اسب بخار)  در هر موتور برای برخاست

یا ۹۶۹ کیلووات (۱٬۳۰۰ اسب بخار) در ۵٬۲۸۰ متر (۱۷٬۳۲۰ فوت)
- ملخ‌ها: سهملخه ملخ‌های فلزی با سرعت ثابت

عملکرد
- حداکثر سرعت: ۴۹۲ کیلومتر بر ساعت (۳۰۶ مایل بر ساعت، ۲۶۶ گره) در ۵٬۰۰۰ متر (۱۶٬۰۰۰ فوت)
- سرعت کروز: ۳۵۰ کیلومتر بر ساعت (۲۲۰ مایل بر ساعت، ۱۹۰ گره) در ۳٬۰۰۰ متر (۹٬۸۰۰ فوت)
- بُرد: ۲٬۰۰۰ کیلومتر (۱٬۲۰۰ مایل، ۱٬۱۰۰ مایل دریایی)
- بُرد معبر: ۲٬۹۵۰ کیلومتر (۱٬۸۳۰ مایل، ۱٬۵۹۰ مایل دریایی)
- حداکثر ارتفاع: ۹٬۳۰۰ متر (۳۰٬۵۰۰ فوت)
- زمان اوج‌گیری: ۵٬۰۰۰ متر (۱۶٬۰۰۰ فوت) در ۱۳ دقیقه ۳۹ ثانیه
- بارگیری بال: ۱۵۴٫۷ کیلوگرم بر متر مربع (۳۱٫۷ پوند بر فوت مربع)
- توان به وزن|توان/جرم: ۰٫۲۱۰۸ kilowatts per kilogram (۰٫۱۲۸۲ horsepower per pound)

تسلیحات

- اسلحه‌ها: ۱× ۲۰ میلیمتر (۰٫۷۸۷ اینچ) Ho-1 cannon در پشت بدنه و ۵ × ۷٫۷ میلیمتر (۰٫۳۰۳ اینچ) Type 89 machine guns (یک قبضه در نوک، دو قبضه در کمر هواپیما، یک قبضه زیر شکم و یک قبضه در دم).
- بمب‌ها: ۱٬۰۰۰ کیلوگرم (۲٬۲۰۰ پوند) bombload

## همچنین ببینید
هواگردهای با عملکرد، پیکربندی و یا دوره زمانی مشابه
- فوکر تی.۵
- هاینکل هائی ۱۱۱
- ایلیوشین ایل-۴
- یونکرس ۱۸۸
- مارتین بی-۲۶ مارودر
- میتسوبیشی جی۴ام
- میتسوبیشی کی-۶۷
- نورث امریکن بی-۲۵ میتچل
- Vickers Wellington

فهرست‌های مرتبط
- List of aircraft of World War II
- List of bomber aircraft

## کتابشناسی - فهرست کتب
- Bueschel, Richard M. (2004). Nakajima Ki-49 Donryu in Japanese Army Air Force Service. Atglen, PA: Schiffer. ISBN 0-7643-0344-9.
- Francillon, René J. (1979). Japanese Aircraft of the Pacific War. London: Putnam. pp. 223–229. ISBN 0-370-30251-6.
- Green, William & Swanborough, Gordon (n.d.). "Pentagon Over the Islands: The Thirty-Year History of Indonesian Military Aviation". Air Enthusiast Quarterly (2): 154–162. ISSN 0143-5450.
- Mondey, David (1996). Axis Aircraft of World War II. London: Chancellor Press. ISBN 0-7537-1460-4.